# Curral del-Rei
Curral del-Rei foi um arraial e freguesia situado na comarca do Rio das Velhas, no termo de Sabará, em Minas Gerais, onde, em 1897, foi fundada a cidade de Belo Horizonte, planejada como a nova capital de Minas Gerais, em substituição a Ouro Preto.

## Povos nativos
O reconhecimento da presença dos povos originários na região foi observado pelo padre João Aspicuelta Navarro, em 1555, por meio de uma carta que este redigiu sobre os nativos nos campos e nas florestas. A população originária que habitou o atual estado de Minas Gerais está relacionada com o tronco linguístico macro-jê, os povos conhecidos como tapuias, alcunha concedida pelos seus inimigos tupis. As ocupações indígenas no território mineiro, nos séculos XVI e XVII foram esparsas e comunidades com a mesma identificação ocupavam áreas distintas. Os povos que viveram mais próximos da atual cidade de Belo Horizonte foram os cataguás, goianás, guarachués e botocudos. Os cataguás ou cataguases eram tapuias, e foram um povo extremamente relevante para Minas Gerais, que marcavam presença no território desde o início do período colonial, visto que o estado era conhecido como Campos Gerais dos Cataguases e Minas Gerais dos Cataguases.
Acerca da população dos goianás e guarachués não há muita informação escrita, pois foram menos documentados pelas fontes portuguesas e nacionais e sofreram a descontinuidade de seus saberes ancestrais, dado seu extermínio. Os goianás viviam nas áreas da comarca do Rio das Velhas, mais especificamente próximos ao rio. Por serem mais pacíficos e acessíveis ao convívio com o homem branco, lutaram ao lado dos bandeirantes nas batalhas travadas em Minas no século XVII. Os guarachués habitavam a região da comarca de Vila Rica e foram vítimas dos bandeirantes na busca pelo ouro. O termo significa guará vagaroso, pois estes andavam com os lobos guará.

Pataxós em Belo Horizonte, 1984. Autoria: Mana Coelho. Acervo Museu Histórico Abílio Barreto

Os botocudos pertenciam ao tronco linguístico macro-jê e o nome se deve aos ornamentos que utilizavam no lábio e nas orelhas com rodelas, os botoques, uma designação pejorativa e generalizante de povos tão distintos. Outras denominações são boruns, aimorés e bugres. Uma das tradições que estes povos preservavam era o rito da antropofagia e eram considerados os “perigosíssimos ‘tapuais’ do período colonial”. A presença desses grupos é relatada desde o século XVI até XX por fontes históricas primárias, com designações variadas. Os botocudos eram um dos povos que não utilizavam louças de barro, o que diminui as informações acerca da alimentação, arte e vivência social que apresentavam. Além disso, os bugres eram povos nômades e se locomoviam constantemente pelo território. O nome dessa comunidade é generalista e estes integraram diversas outras tribos ao longo do tempo, entre estes, o que ocupou a região próxima à capital, a comunidade Pataxó.
Os pataxós pertencem ao tronco macro-jê e são originários da região sul da Bahia. Sua existência foi documentada pela primeira vez em uma expedição de Salvador Correa de Sá em 1577, quando os encontrou nas proximidades do Rio Doce. Na contemporaneidade há uma diferenciação entre os grupos pataxós de Minas Gerais e da Bahia, sendo o último os Pataxó-hã-hã-hães. O nome é uma autodenominação utilizada por esse grupo, que se relaciona com a água. Além disso, seu idioma é o Patxohã, língua ancestral que querem avivar, que se integra na família linguística dos Maxakalí. Apesar de serem historicamente um povo seminômade, na atualidade estes vivem em regiões delimitadas. Uma das razões da migração dos nativos no século XX para o território mineiro é o Fogo de 51, uma ação violenta da polícia baiana contra a aldeia em que viviam, como também a demarcação do Parque Nacional do Monte Pascoal em 1961. Além, dos pataxós, outras populações indígenas vivem na Região Metropolitana de Belo Horizonte, a exemplo dos aranãs, xakriabás, kaxixós, karajás, guaranis e kamakã. Dados do censo do IBGE de 2010 indicam que mais de sete mil pessoas se identificaram como indígenas somente em Belo Horizonte.

## História de Curral del-Rei
Até o século XVI, a área hoje correspondente ao estado de Minas Gerais era habitada por índios do tronco linguístico macro-jê. A partir desse período, essas tribos foram quase exterminadas pelas ações dos bandeirantes, oriundos principalmente da vila de São Paulo de Piratininga, que chegaram à região em busca de escravos e pedras preciosas.
Na vasta área ao longo do Rio das Velhas, que foi desbravada pelo bandeirante paulista Bartolomeu Bueno da Silva, mais tarde conhecido como Anhanguera II, chegou seu primo e futuro genro, João Leite da Silva Ortiz, em busca de ouro. Em 1701, Ortiz se estabeleceu na Serra dos Congonhas, mais tarde renomeada Serra do Curral, onde fundou a Fazenda do Cercado, núcleo inicial do Curral del-Rei. No local, ele criou uma pequena lavoura e se dedicou à criação de gado com o uso de mão de obra escravizada. A região foi se povoando lentamente, a ponto de, em 1707, já ser mencionada em documentos oficiais. Em 1711, Ortiz obteve a carta de sesmaria, concedida por Antônio Albuquerque Coelho de Carvalho, que lhe atribuía uma vasta área de terras.
Faço saber aos que esta minha Carta de Sesmaria virem que, havendo respeito ao que, por sua petição, me enviou a dizer João Leite da Silva, que ele, suplicante, no ano passado de 1701, fabricou fazenda nas minas no distrito do Rio das Velhas, em local denominado o Cercado, onde plantou e criou gado, pagando sempre os dízimos devidos à Fazenda Real.
Ortiz se dedicou ao plantio, à criação de gado e provavelmente à mineração de ouro nos córregos da região. O sucesso da fazenda atraiu outros colonos, e um arraial começou a se formar, tornando-se um ponto importante para o comércio de gado que vinha da Bahia e do Rio São Francisco, com destino às regiões mineradoras.
O arraial prosperou com base na pequena lavoura, criação e comercialização de gado, além da produção de farinha. A topografia da região favorecia a agricultura e a vida pastoril. O nome Curral del-Rei surgiu devido ao cercado ou curral existente, onde se recolhia o gado que pagava os tributos ao rei. O arraial contava com cerca de 30 a 40 modestas construções cobertas de sapé, entre as quais se destacava uma capela dedicada a Nossa Senhora da Boa Viagem, situada à margem do córrego Acaba-Mundo (onde hoje se encontra a Catedral da Boa Viagem), com um cruzeiro à frente e um rancho de tropas ao lado. Pequenas indústrias também surgiram na região, com a produção de algodão, fundição de ferro e bronze, além da extração de granito e calcário. De uma população inicial modesta, Curral del-Rei chegou a ter cerca de 18 mil habitantes.
Em 1750, foi criado o distrito de Nossa Senhora da Boa Viagem do Curral, que, desde 1718, já existia como freguesia. O arraial estava subordinado à comarca de Sabará e abrangia vastas áreas, como Sete Lagoas, Contagem, Betim e outras. A matriz de Nossa Senhora da Boa Viagem foi erguida no centro do arraial, consolidando o local como um importante núcleo religioso. Ao final do século XIX, Curral del-Rei já contava com uma população de 4.000 habitantes.
Relatos da época descrevem a paisagem amena e o potencial do arraial para o desenvolvimento de uma cidade maior. Um relatório enviado à Cúria de Mariana pelo vigário Pe. Francisco de Paula Arantes destacava a localização privilegiada e o clima salubre da região:
A Matriz de Nossa Senhora da Boa Viagem de Curral del Rei está situada em campos amenos, na extensa planície de sua serra, donde nascem imensas fontes de cristalinas e saborosas águas; o clima da região é temperado e a atmosfera, salutar; está cercada de pedras e outros materiais para construção de soberbos edifícios. A natureza fez deste lugar um cenário perfeito para uma formosa e linda cidade, caso essa ideia venha a ser apoiada algum dia.
Assim como outras localidades mineiras do período colonial, Curral del-Rei cresceu ao longo de antigos caminhos abertos pelos bandeirantes. Existem duas versões sobre o início do povoamento na região. Segundo o historiador Augusto de Lima Júnior, a primeira versão sugere que, em 1709, o capitão Francisco Homem del-Rei, abandonando sua embarcação no Rio de Janeiro, teria se estabelecido nas minas e fundado o arraial. A segunda versão, defendida por Abílio Barreto, atribui a fundação a João Leite da Silva Ortiz, que estabeleceu a Fazenda do Cercado em 1701, dando origem ao povoamento.
Apesar da estagnação econômica no século XIX, Curral del-Rei manteve-se relevante devido à criação de gado e à agricultura. Com a proclamação da República em 1889, os moradores começaram a discutir a mudança do nome do arraial. Após várias deliberações, o nome foi alterado para Belo Horizonte, uma escolha apoiada pelo governador João Pinheiro da Silva, simbolizando o progresso desejado pela nova nação republicana.
Em 1893, Curral del-Rei, já renomeado como Belo Horizonte, foi escolhido como a futura capital de Minas Gerais. No mesmo ano, o arraial foi elevado à categoria de município e capital de Minas Gerais, sob a denominação de Cidade de Minas, sendo oficialmente desmembrado do município de Sabará em 1894. No mesmo ano, os trabalhos de construção foram iniciados pela Comissão Construtora da Nova Capital, chefiada por Aarão Reis, com o prazo de 5 anos para o término dos trabalhos. Com o aumento populacional causado pela construção da Nova Capital, a administração da cidade se tornou mais complexa, o que exigia uma força policial para garantir a ordem e tranquilidade dos moradores. Nesse sentido, Aarão Reis tomou providências e o delegado especial de Sabará, capitão Antônio Lopes de Oliveira, que se tornaria mais conhecido como Major Lopes, assumiu a segurança do Arraial. Em maio de 1895, Aarão Reis foi substituído pelo engenheiro Francisco de Paula Bicalho. Em 12 de dezembro de 1897, em ato público solene, o então presidente de Minas, Crispim Jacques Bias Fortes, inaugurou a nova capital. A cidade, que já contava com 10 mil habitantes em sua inauguração, custou aos cofres estaduais a importância de 36 mil contos de réis. Em 1901, a Cidade de Minas teve seu nome modificado para o atual, em virtude da dualidade de nomes, já que o distrito e a comarca se chamavam Belo Horizonte.